# فرشاد هاشمي
فرشاد هاشمي (20 يناير 1997 بمشهد في إيران - ) هو لاعب كرة قدم إيراني في مركز الوسط.

## وصلات خارجية
- فرشاد هاشمي على موقع قاعدة بيانات كرة القدم.إي يو (الإنجليزية)
- فرشاد هاشمي على موقع Soccerway.com (الإنجليزية)